# Ferrari SP30
Ferrari SP30 – samochód sportowy klasy wyższej typu one-off wyprodukowany pod włoską marką Ferrari w 2014 roku.

## Historia i opis modelu
W 2012 roku Ferrari rozpoczęło prace nad kolejnym specjalnym modelem na zamówienie w ramach programu Special Products, tym razem realizując zlecenie indyjskiego potentata branży petrochemicznej działającego w Dubaju, Cheeraga Aryi, który zgromadził wówczas już obszerną kolekcję klasycznych konstrukcji Ferrari. Wbrew wcześniejszym planom, prace rozwojowe nad projektem SP Arya uległy opóźnieniu, nie kończąc się, lecz dalej trwając w 2013 roku.
Projekt ukończono po ponad 2 latach bez rozgłosu w listopadzie 2014 roku, nie prezentując go podczas żadnych wydarzeń ani targów motoryzacyjnych. Ferrari SP30 powstało w oparciu o technikę modelu 599 GTB Fiorano, pod kątem wizualnym zyskując unikalny projekt nadwozia z elementami zapożyczonymi także od jego topowych wariantów 599 GTO i 599 GX. Ponadto, samochód np. kształtem reflektorów i proporcjami nawiązywał także do nowszego modelu F12berlinetta, a maskę i drzwi przyozdobiły dedykowane naklejki.
Do napędu Ferrari SP30 wykorzystana została stosowana już w topowych modelach GT wolnossąca jednostka typu V12 o pojemności 6 litrów i mocy 670 KM, która osiąga maksymalny moment obrotowy 620 Nm, rozpędza się do 100 km/h w 3,35 sekundy i maksymalnie osiąga 335 km/h. Za przenoszenie napędu odpowiadała 6-biegowa sekwencyjna przekładnia biegów.

### Sprzedaż
Ferrari SP30 zbudowane zostało w jednym egzemplarzu na specjalne zlecenie indyjskiego biznesmena Cheeraga Aryi, jednak ten nie użytkował go długo, przejeżdżając sportowym samochodem nie więcej niż 110 kilometrów. W 2018 roku Arya zdecydował się oddać samochód jednemu z dealerów Ferrari, a ten wystawił go na sprzedaż m.in. portalach aukcyjnych. Samochód z racji swojego nietypowego wyglądu i unikalnego charakteru nie okazał się być jednak wzbudzającą zainteresowanie ofertą, nie znajdując nowego nabywcy przez kolejne 2 lata.

### Silnik
- V12 6.0l 670 KM